# Fernando Velázquez (escritor)
Fernando Velázquez (Cuéllar, siglo XVI – Rascafría, 1633) fue un escritor y religioso benedictino.

## Biografía
Nació en la villa segoviana de Cuéllar a mediados del siglo XVI, y estudió en el Trilingüe de la Universidad de Alcalá de Henares. Posteriormente ingresó como hermano en el monasterio de Santa María de El Paular, en Rascafría (Madrid), donde permaneció por espacio de cincuenta y cuatro años, falleciendo en aquel monasterio el 18 de febrero de 1633. Le tuvo en grande estima la infanta Sor Margarita de la Cruz.
Dentro de su obra sobresale un importante libro de ceremonias, pues destacó por una vida austera y de oración, con especial cuidado y esmero por todo lo referente al culto divino.